# Le storie degli altri
Le storie degli altri è il tredicesimo album in studio di Paola Turci, terzo e ultimo capitolo della trilogia iniziata con Attraversami il cuore, pubblicato il 17 aprile 2012 dall'etichetta discografica Universal.
L'album è stato prodotto da Paola Turci insieme a Fabrizio Fratepietro, Fernando Pantini e Pierpaolo Ranieri, Marcello Murru, Alfredo Rizzo e Francesco Bianconi dei Baustelle, contenente sette inediti e una cover, come da consuetudine degli album della trilogia, il brano Si può di Giorgio Gaber.
Il disco ha raggiunto la posizione numero 29 della classifica italiana degli album.

## Tracce
CD (Universal 0602527388625)
Testi di F. M. Murru, musiche di P. Turci (eccetto dove indicato).
1. La seconda canzone – 4:29
2. Ragazzi bellissimi – 4:44
3. Figlio del mondo – 4:47 (testo: A. Rizzo – musica: P. Turci)
4. Le storie degli altri – 4:58
5. Devi andartene – 5:42
6. Si può – 5:50 (testo: S. Luporini – musica: G. Gaber)
7. Utopia – 2:51 (F. Bianconi - D. Palazzo)
8. I colori cambiano – 2:07

Durata totale: 35:28

## Formazione
- Paola Turci – voce, chitarra acustica
- Fabrizio Fratepietro – batteria, vibrafono, sintetizzatore
- Fernando Pantini – chitarra acustica, chitarra elettrica, chitarra a 12 corde
- Pierpaolo Ranieri – basso, contrabbasso
- Michelangelo Carbonara – pianoforte
- Andrea Di Cesare – viola

## Classifiche
| Classifica | Posizione |
| ---------- | --------- |
| Italia     | 29        |